# سليم مخولي
سليم حبيب مَخولي (1938 - 8 نوفمبر 2011) شاعر ورسام وطبيب فلسطيني. ولد في كفرياسيف في الجليل الغربي ونشأ بها. تخرّج بكليّة الطب في الجامعة العبرية في القدس عام 1966. مارس مهنة الطب في بلدته. وكان ناشطًا في المجلات الثقافية والاجتماعية المحلية. له دواوين شعرية عديدة.

## سيرته
ولد سليم حبيب مخولي سنة 1938 في كفرياسيف في الجليل الغربي لأبوين يعملان في الزراعة. ونشأ بها. أنهى دراسته الابتدائية والثانوية فيها، ثم التحق بكليّة الطب في الجامعة العبرية في القدس سنة 1959 فحصل على الدكتوراه في الطب 1966. وقد درس الفنون التشكيلية في كلية الفنون العليا بتسالئيل في القدس إضافة إلى دراسته الطبية. 
عمل طبيبًا باطنيًا في مستشفى العفولة ونهاريا. ثم عاد إلى مسقط رأسه كفرياسيف للعمل في عيادة صندوق المرضى لخدمة أهل بلده ومارس بها مهنته الطبية حتى تقاعده في 2004، وتفرغ للأدب. اتسمت أعماله ألادبية، الشعرية والنثرية، بالنزعة الرومانسية، الوطنية والسياسية. فهو يتطرق في قصائده إلى مواضيع شتى، اجتماعية، ثقافية، فلسفية ورمزية.
كان عضوًا في سكرتارية لجنة الدفاع عن الأرض القطرية، وعضو في عدد من اللجان المحلية مثل لجنة اليوبيل الذهبي. وعضوًا في إبداع برابطة الفنانين التشكيليين العرب. واتحاد الكتاب العرب في إسرائيل. أقام عددًا من الندوات الثقافية وشارك في المهرجانات والاجتماعات الوطنية وكان له نشاط بارز في مختلف المجالات الثقافية والاجتماعية.

توفي سليم مخولي إثر نوبة قلبية مفاجئة عن عمر ناهز 73 عامًا يوم 8 نوفمبر 2011 في مسقط رأسه، وشيع جثمانه ودفن في 11 نوفمبر.

## مهنته
في الرسم، برز أعماله التي رسمها بالفحم للقرى المهجرة، «وخاصة قريتي إقرث وكفر برعم، وطافت لوحاته هذه البلد في معرض حول موضوع النكبة والتهجير.» وفي الإدارة الدينية، انتخب رئيسًا للمجلس الملّي الأرثوذكسي وعضوًا للمؤتمر الأرثوذكسي الثالث.

## حياته الشخصية
تزوج وكان أب لأربعة أولاد.

## جوائزه
- 2002: جائزة الإبداع الأدبي من وزارة الثقافة.[3]

## مؤلفاته
من دواوينه الشعرية:
- معزوفة القرن العشرين، 1974
- صدى الأيام، 1974
- ذهب الرمال، 1989
- تعاويذ للزمن المفقود، 1989
- رماد السطوح ورخام الأعماق، 1996
- ما يخط القلب في سفر التراب، 2002
- إليك شعر، 2003
- رفيقة عمري، 20030
- عثرنا على ذاتنا، 2006
- نسيج آخر للوقت، 2007

من كتبه في موضوعات الأخرى:
- الناطور، مسرحية، 1979
- الأبواب المفتوحة، مجموعة قصص، 2005
- جناح لدوري الحقل، خواطر، 2009

## وصلات خارجية
- في موقع أرشيف المجلات